# Industrias Eduardo Sal-Lari

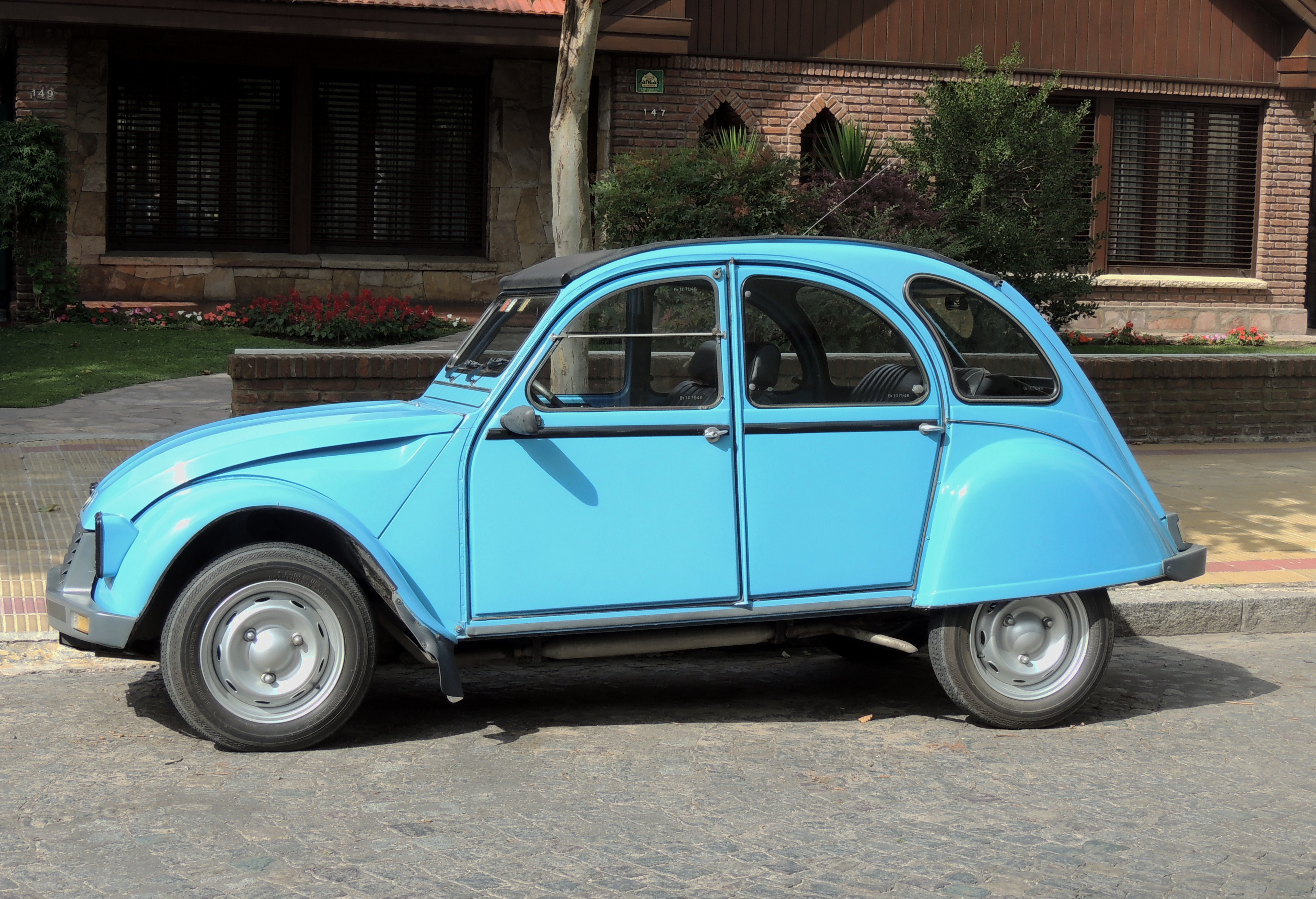
IES Súper América

Industrias Eduardo Sal-Lari, kurz IES, war ein argentinischer Hersteller von Automobilen.

## Unternehmensgeschichte
Eduardo Sal-Lari gründete 1982 das Unternehmen in Mercedes in der Provinz Buenos Aires. Er übernahm ein Werk von Citroën und begann mit der Produktion von Automobilen. Der Markenname lautete zunächst noch Citroën, ab 1983 IES. 1990 endete die Produktion.

## Fahrzeuge
Zunächst fertigte das Unternehmen den Citroën 2 CV. Von 1983 bis 1985 wurde dieses Modell IES 3 CV genannt. Ein Zweizylinder-Boxermotor mit 74 mm Bohrung, 70 mm Hub, 602 cm³ Hubraum und 32 PS Leistung trieb die Vorderräder an. Die Fahrzeuge waren bei einem Radstand von 240 cm 395 cm lang, 148 cm breit und 168 cm hoch. Das Leergewicht war mit 630 kg angegeben.
Modellpflege führte zum Modell IES América, das von 1986 bis 1987 angeboten wurde. Auffallend waren die eckigen vorderen Scheinwerfer, die in die vorderen Kotflügel integriert waren. Ebenso waren die vorderen Blinker in der Stoßstange.
Eine weitere Modellpflege brachte 1987 den IES Súper América, der bis 1990 angeboten wurde, aber weitgehend dem América entsprach.
Von diesen drei Modellen entstanden zusammen 3946 Fahrzeuge.
Das Modell gab es zeitgleich auch als Kastenwagen namens Cargo.
Der IES Safari war ein Strandwagen, der dem Citroën Méhari ähnelte. Ihn gab es von 1984 bis 1986. Er hatte den gleichen Motor. Er war bei identischem Radstand 380 cm lang, 148 cm breit und 160 cm hoch.
Den optisch eigenständigen Gringa gab es von 1987 bis 1990 als Pick-up und Kastenwagen. Die Bohrung war auf 76 mm erhöht worden, woraus sich 635 cm³ Hubraum und 36 PS ergaben. Die Fahrzeuge waren bei einem Radstand von 257 cm 384 cm lang, 153 cm breit und 149 cm (Pick-up) hoch.
Auf dieser Basis erschien 1989 der Gringo, der bis 1990 im Angebot blieb. Es war ein Mehrzweckwagen mit einer dreitürigen Kombikarosserie.